# Mistrzostwa Europy Juniorów w Saneczkarstwie 2023
44. Mistrzostwa Europy juniorów w saneczkarstwie 2023 odbyły się w dniach 16–17 grudnia 2022 r. w niemieckim Altenbergu. Zawodnicy rywalizowali w pięciu konkurencjach: jedynkach kobiet, jedynkach mężczyzn, dwójkach kobiet, dwójkach mężczyzn oraz w rywalizacji drużynowej.

## Terminarz
| Data            | Miejscowość | Konkurencja       | Złoto                                                                      | Srebro                                                                       | Brąz                                                                               |
| --------------- | ----------- | ----------------- | -------------------------------------------------------------------------- | ---------------------------------------------------------------------------- | ---------------------------------------------------------------------------------- |
| 16 grudnia 2022 | Altenberg   | Dwójki kobiet     | Austria Lisa Zimmermann · Dorothea Schwarz                                 | Włochy Nadia Falkensteiner · Annalena Huber                                  | Niemcy Elisa-Marie Storch · Elia Reitmeier                                         |
| 16 grudnia 2022 | Altenberg   | Dwójki mężczyzn   | Łotwa Kaspars Rinks · Vitālijs Jegorovs                                    | Niemcy Moritz Jäger · Valentin Steudte                                       | Niemcy Pascal Kunze · Maddox Götze                                                 |
| 16 grudnia 2022 | Altenberg   | Jedynki kobiet    | Antonia Pietschmann                                                        | Alina Bräutigam                                                              | Dorothea Schwarz                                                                   |
| 17 grudnia 2022 | Altenberg   | Jedynki mężczyzn  | Kaspars Rinks                                                              | Noah Kallan                                                                  | Alex Gufler                                                                        |
| 17 grudnia 2022 | Altenberg   | Sztafeta mieszana | Niemcy Antonia Pietschmann · Marco Leger · Moritz Jäger · Valentin Steudte | Łotwa Frančeska Bona · Kaspars Rinks · Raimonds Baltgalvis · Krisjanis Bruns | Włochy Alexandra Oberstolz · Alex Gufler · Philipp Brunner · Manuel Weissensteiner |

## Wyniki

### Jedynki kobiet
- Data / Początek: Piątek, 16 grudnia 2022 r.

| Medal | Zawodniczka         | Narodowość | 1. zjazd | 2. zjazd | Czas     | Strata |
| ----- | ------------------- | ---------- | -------- | -------- | -------- | ------ |
|       | Antonia Pietschmann | Niemcy     | 42.588   | 42.633   | 1:25.221 | –      |
|       | Alina Bräutigam     | Niemcy     | 42.637   | 42.594   | 1:25.231 | +0.010 |
|       | Dorothea Schwarz    | Austria    | 42.745   | 42.653   | 1:25.398 | +0.177 |
| 4.    | Barbara Allmaier    | Austria    | 42.742   | 42.689   | 1:25.431 | +0.210 |
| 5.    | Frančeska Bona      | Łotwa      | 42.874   | 42.644   | 1:25.518 | +0.297 |
| 6.    | Teresa Kirchmair    | Austria    | 42.721   | 42.900   | 1:25.621 | +0.400 |
| 7.    | Julianna Tunicka    | Ukraina    | 42.866   | 42.795   | 1:25.661 | +0.440 |
| 8.    | Corina Buzăţoiu     | Rumunia    | 42.860   | 42.830   | 1:25.690 | +0.469 |
| 9.    | Melina Fischer      | Niemcy     | 42.537   | 43.177   | 1:25.714 | +0.493 |
| 10.   | Alexandra Oberstolz | Włochy     | 42.931   | 42.981   | 1:25.912 | +0.691 |
| ...   | ...                 | ...        | ...      | ...      | ...      | ...    |
| 19.   | Dominika Piwkowska  | Polska     | 44.030   | 44.333   | 1:28.363 | +3.142 |
| 22.   | Nikola Domowicz     | Polska     | 46.045   | 43.637   | 1:29.682 | +4.461 |

### Jedynki mężczyzn
- Data / Początek: Sobota, 17 grudnia 2022 r.

| Medal | Zawodnik             | Narodowość | 1. zjazd | 2. zjazd | Czas     | Strata  |
| ----- | -------------------- | ---------- | -------- | -------- | -------- | ------- |
|       | Kaspars Rinks        | Łotwa      | 52.497   | 52.729   | 1:45.226 | –       |
|       | Noah Kallan          | Austria    | 52.847   | 52.927   | 1:45.774 | +0.548  |
|       | Alex Gufler          | Włochy     | 52.889   | 52.909   | 1:45.798 | +0.572  |
| 4.    | Fabio Zauser         | Austria    | 52.943   | 53.111   | 1:46.054 | +0.828  |
| 5.    | Marco Leger          | Niemcy     | 53.105   | 53.060   | 1:46.165 | +0.939  |
| 6.    | Lukas Peccei         | Włochy     | 53.386   | 53.108   | 1:46.494 | +1.268  |
| 7.    | Markus Arnold        | Niemcy     | 53.252   | 53.447   | 1:46.699 | +1.473  |
| 8.    | Leon Haselrieder     | Włochy     | 53.422   | 53.340   | 1:46.762 | +1.536  |
| 9.    | Hans Fritzsch        | Niemcy     | 53.363   | 53.425   | 1:46.788 | +1.562  |
| 10.   | Hannes Röder         | Niemcy     | 53.450   | 53.368   | 1:46.818 | +1.592  |
| ...   | ...                  | ...        | ...      | ...      | ...      | ...     |
| 20.   | Adam Jaśkiewicz      | Polska     | 58.557   | 58.350   | 1:56.907 | +11.681 |
| 21.   | Maksymilian Gutowski | Polska     | 59.881   | 57.688   | 1:57.569 | +12.343 |
| 22.   | Mateusz Kiełbasa     | Polska     | 57.948   | 1:00.593 | 1:58.541 | +13.315 |

### Dwójki kobiet
- Data / Początek: Piątek, 16 grudnia 2022 r.

| Medal | Zawodniczki                        | Narodowość | 1. zjazd | 2. zjazd | Czas     | Strata |
| ----- | ---------------------------------- | ---------- | -------- | -------- | -------- | ------ |
|       | Lisa Zimmermann Dorothea Schwarz   | Austria    | 41.273   | 41.393   | 1:22.666 | –      |
|       | Nadia Falkensteiner Annalena Huber | Włochy     | 41.395   | 41.365   | 1:22.760 | +0.094 |
|       | Elisa-Marie Storch Elia Reitmeier  | Niemcy     | 41.442   | 41.442   | 1:22.884 | +0.218 |
| 4.    | Marta Robežniece Kitija Bogdanova  | Łotwa      | 41.581   | 41.312   | 1:22.893 | +0.227 |
| 5.    | Annika Krause Magdalena Matschina  | Niemcy     | 41.423   | 41.567   | 1:22.990 | +0.324 |
| 6.    | Anna Čežíková Lucie Jansová        | Czechy     | 41.796   | 41.632   | 1:23.428 | +0.762 |
| 7.    | Viktorija Ziediņa Selīna Zvilna    | Łotwa      | 42.108   | 41.352   | 1:23.460 | +0.794 |
| 8.    | Nikola Domowicz Dominika Piwkowska | Polska     | 42.066   | 41.891   | 1:23.957 | +1.291 |
| 9.    | Natasza Chytrenko Wiktorija Kowal  | Ukraina    | 42.043   | 41.985   | 1:24.028 | +1.362 |
| 10.   | Markéta Nováková Anna Vejdělková   | Czechy     | 41.921   | 42.119   | 1:24.040 | +1.374 |

### Dwójki mężczyzn
- Data / Początek: Piątek, 16 grudnia 2022 r.

| Medal | Zawodnicy                             | Narodowość | 1. zjazd | 2. zjazd | Czas     | Strata |
| ----- | ------------------------------------- | ---------- | -------- | -------- | -------- | ------ |
|       | Kaspars Rinks Vitālijs Jegorovs       | Łotwa      | 40.494   | 40.690   | 1:21.184 | –      |
|       | Moritz Jäger Valentin Steudte         | Niemcy     | 40.645   | 40.634   | 1:21.279 | +0.095 |
|       | Pascal Kunze Maddox Götze             | Niemcy     | 40.781   | 40.970   | 1:21.751 | +0.567 |
| 4.    | Philipp Brunner Manuel Weissensteiner | Włochy     | 41.108   | 41.062   | 1:22.170 | +0.986 |
| 5.    | Paul Kunze Max Trippner               | Niemcy     | 41.189   | 41.065   | 1:22.254 | +1.070 |
| 6.    | Raimonds Baltgalvis Krisjanis Bruns   | Łotwa      | 41.093   | 41.666   | 1:22.759 | +1.575 |
| 7.    | Wadym Mykiewycz Bohdan Babura         | Ukraina    | 41.375   | 41.426   | 1:22.801 | +1.617 |
| 8.    | Vratislav Varga Metod Majerčák        | Słowacja   | 41.626   | 41.516   | 1:23.142 | +1.958 |

### Sztafeta mieszana
- Data / Początek: Sobota, 17 grudnia 2022 r.

| Medal | Zawodnicy                                                             | Narodowość | Czas     | Strata |
| ----- | --------------------------------------------------------------------- | ---------- | -------- | ------ |
|       | Antonia Pietschmann/Marco Leger/Moritz Jäger/Valentin Steudte         | Niemcy     | 2:02.372 | –      |
|       | Frančeska Bona/Kaspars Rinks/Raimonds Baltgalvis/Krisjanis Bruns      | Łotwa      | 2:02.933 | +0.561 |
|       | Alexandra Oberstolz/Alex Gufler/Philipp Brunner/Manuel Weissensteiner | Włochy     | 2:03.230 | +0.858 |
| 4.    | Barbara Allmaier/Noah Kallan/Lisa Zimmermann/Dorothea Schwarz         | Austria    | 2:03.483 | +1.111 |
| 5.    | Julianna Tunicka/Danyjił Marcynowski/Wadym Mykiewycz/Bohdan Babura    | Ukraina    | 2:03.973 | +1.601 |
| 6.    | Viktória Praxová/Christián Bosman/Vratislav Varga/Metod Majerčák      | Słowacja   | 2:05.956 | +3.584 |
| 7.    | Anna Vejdělková/Jakub Vepřovský/Anna Čežíková/Lucie Jansová           | Czechy     | 2:06.147 | +3.775 |

## Klasyfikacja medalowa
| Miejsce | Państwo |   |   |   | Razem |
| ------- | ------- | - | - | - | ----- |
| 1.      | Niemcy  | 2 | 2 | 2 | 6     |
| 2.      | Łotwa   | 2 | 1 | 0 | 3     |
| 3.      | Austria | 1 | 1 | 1 | 3     |
| 4.      | Włochy  | 0 | 1 | 2 | 3     |